# 옌지 서역
옌지 서역(중국조선어: 연길서역, 중국어: 延吉西站)은 중화인민공화국 지린성 옌볜 조선족 자치주 옌지시 차오양촨진에 위치한 창훈 성제철로(长珲城际铁路)의 고속철도역으로, 2015년 9월 20일에 개장했다. 선양 철로국(沈阳铁路局) 옌지 차무단(延吉车务段)의 관할하에 있으며, 이 역은 옌볜 조선족 자치주에서 가장 큰 고속철도역이다.

## 역 설계
이 역은 전형적인 한국식 기와 가옥과 낮은 담으로 설계되었다. 역 한가운데에 위치한 대합실에는 《성세환가(盛世欢歌)》, 《금수전기(锦绣传奇)》의 벽화 2점이 있다.
- 매표소
- 대기실
- 대합실내 진달래 안내소(중국조선어: 진달래약속)
- 출구

### 구조
| 7번 승강장    | 창훈 여객전용선 훈춘 방면(투먼 북역) |
| 섬식 승강장   |                                      |
| 6번 승강장    | 창훈 여객전용선 훈춘 방면(투먼 북역) |
| 5번 승강장    | 창훈 여객전용선 훈춘 방면(투먼 북역) |
| 섬식 승강장   |                                      |
| 4번 승강장    | 창훈 여객전용선 훈춘 방면(투먼 북역) |
| 통과선        | 창훈 여객전용선 하행열차 통과선      |
| 통과선        | 창훈 여객전용선 상행열차 통과선      |
| 3번 승강장    | 창훈 여객전용선 창춘 방면(안투 서역) |
| 섬식 승강장   |                                      |
| 2번 승강장    | 창훈 여객전용선 창춘 방면(안투 서역) |
| 1번 승강장    | 창훈 여객전용선 창춘 방면(안투 서역) |
| 상대식 승강장 |                                      |
| 대합실        | 매표소, 대기실, 출구                 |

## 연결 교통
옌지 차오양촨 공항과 약 4.9 km, 옌지 역과 약 8.5 km 떨어져 있다.

## 역 주변
- 연변조선족자치주 사회 보험 기관
- 연길시 소영진 민주촌 마을위원회
- 연길시 길흥(吉兴) 양로원
- 오일(五一)리조트

## 인접 정차역
| 중국 철로           | 중국 철로                   | 중국 철로           |
| ------------------- | --------------------------- | ------------------- |
| 안투 서역 창춘 방면 | ← 50km 창훈 성제철로 36km → | 투먼 북역 훈춘 방면 |